# Agnes Aggrey-Orleans
Pour les articles homonymes, voir Aggrey et Orléans (homonymie).
Agnes Yahan Aggrey-Orleans, (née Bartels) est une diplomate ghanéenne.  

## Biographie
Son père était Francis Lodowic Bartels (en), un enseignant et diplomate qui est devenu le premier directeur ghanéen de la Mfantsipim School (en). Agnes Aggrey-Orleans a fait ses études secondaires à la Wesley Girls High School de Cape Coast au Ghana. Elle a ensuite fréquenté l'université du Ghana. Elle était mariée au diplomate ghanéen James Aggrey-Orleans (en) (1937–2018) qui a été haut-commissaire ghanéen au Royaume-Uni d'octobre 1997 à mars 2001,,,. Sa carrière diplomatique a inclus des postes dans diverses missions du Ghana, notamment à New York et au Saint-Siège,,.

## Prix et distinctions
Elle est décorée de l'Ordre de la Volta Award en 2015 par le président du Ghana de l'époque, John Dramani Mahama ,,.  